# 池本小百合
池本小百合（日语：／ Ikemoto Sayuri，1963年4月25日—）是日本的女性聲優，北海道出身。所屬事務所是Kenyu Office。也曾經所屬同人舍Production和Production baobab。

## 演出作品

### 電視動畫
1985年
- 機動戰士Z GUNDAM（醫護人員）
- 搞怪拍檔（米拉達）
- 魯邦三世 PartIII（小孩子）

1986年
- 機動戰士GUNDAM ZZ（安努）
- 機器人阿丁（小花）

1987年
- 新楓樹鎮物語 棕櫚鎮篇（蘿莉·柯克）

1988年
- 麵包超人（凜凜）
- 魔神英雄傳（向上向下城市的母親）

1989年
- 寶馬神童（佩蒂）

1990年
- 超級劍豪傳（小茜）
- 羅賓漢大冒險（芭芭拉）

1992年
- 花的魔法使瑪麗貝爾（瑪姬·雪絨花）
- 媽媽是小學四年生（高年級生）

1994年
- 咕嚕咕嚕魔法陣（瑪麗娜公主）

1995年
- H2（小光的母親）
- Oz Kids（多特（第二代））
- VR快打（伊莎貝爾）

1996年
- 鋼鐵神兵（女機器人）

1997年
- 中華一番（三傑的娘）
- 財富任務L（瑪莉亞）

1998年
- 危險調查員（安妮）

2000年
- 科學小飛喵（莉莉子）

2002年
- 我們這一家（播報員）

2004年
- MONSTER（夏綠蒂）

2006年
- 企業傭兵（景山的妻子）
- 名偵探柯南（電話答錄機的聲音）

2008年
- 名偵探柯南（語音訊息、播報員）

### OVA
1986年
- A子計畫 完結篇（真理）

1988年
- 麻將飛翔傳 哭泣的龍（少女）

1992年
- 電影少女 -VIDEO GIRL AI-（播報員）
- 東京巴比倫（由香里）
- HUMANE SOCIETY 〜人類的愛充滿社會〜（母親）

1994年
- I・R・I・A ZEIRAM THE ANIMATION（播報員）
- 銀河英雄傳說（克拉拉）

2002年
- 洛克人 像星星許願（優太的母親）

### 劇場版動畫
1986年
- A子計畫（真理）

1987年
- 新楓樹鎮物語 棕櫚鎮篇（蘿莉·柯克）

1991年
- 機動戰士GUNDAM F91（麗絲·阿諾）

1993年
- 藍色記憶 満蒙開拓與少年們（吉崎文子）

2001年
- 風起雲湧！猛烈！大人帝國的反擊（播報員）

2006年
- 名偵探柯南 偵探們的鎮魂歌（個人電腦的聲音）

### 遊戲
1994年
- 迷宮逢魔 -逢魔的迷宮-（納羅）

2000年
- 高機動幻想槍遊行（芳野春香）

2007年
- SD GUNDAM G世代 SPIRITS（麗絲·阿諾）

2012年
- SD GUNDAM G世代 OVER WORLD（我的個性）

### 廣播劇
- 非常早晨！我是小塚（助裡）

### 人偶劇
- 收集！剪刀石頭布（拉拉的聲音）

### 連續劇CD
- 英雄傳說III 白髮魔女（凱莉王后）
- 高機動幻想槍遊行（芳野春香）
- 吃飯囉！（月島母）
- 要幸福喔！系列（蝶子媽媽桑）

### 外語配音

#### 電影
- 阿達一族2（亞曼達·巴克曼（梅西蒂絲·麥克納布））
- 前往艾凡里的道路（愛格妮絲）#38
- 一個都不能少
- 靈異魔咒
- 世界大戰（黛比）
- 華氏451度（潔琪）※DVD用新錄配音版
- 尖頭外星族（康妮·尖頭（蜜雪兒·帕克））
- 龍的傳說 （威瑟）
- 變蠅人2  ※電視版
- 幽靈賽車手※TBS版
- 黑色手铐（亞曼達·布洛克（愛麗森·伊斯威特））
- 奇裘恩德培
- 執法悍將（泰絲·麥基）#6 #20
- 大象巴巴（賽麗絲特（孩童時期））
- 威龍猛探 ※富士電視台版
- 香儂政策（妮拉·香儂）
- 變裝大師（巴尼·巴克（奧斯汀·伍爾夫））
- 小矮人大衛（蘇珊）
- 不可能的任務2（電腦）
- 喧鬧村的孩子們（麗莎）
- 最後魔鬼英雄 ※朝日電視台版
- 羅馬假期（維爾柏格伯爵夫人（瑪格麗特·羅林斯））TBS版
- 機器戰警 朝日電視台版
- 我吸我吸我吸吸吸（妮琪（辛比·卡利））

#### 動畫
- 蝙蝠俠（梅、茱妮）

## 外部連結
- Kenyu Office公開簡歷